# The Pennsylvania Gazette

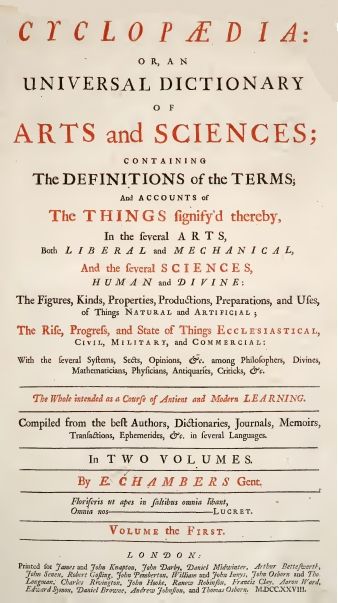
La Cyclopaedia di Ephraim Chambers

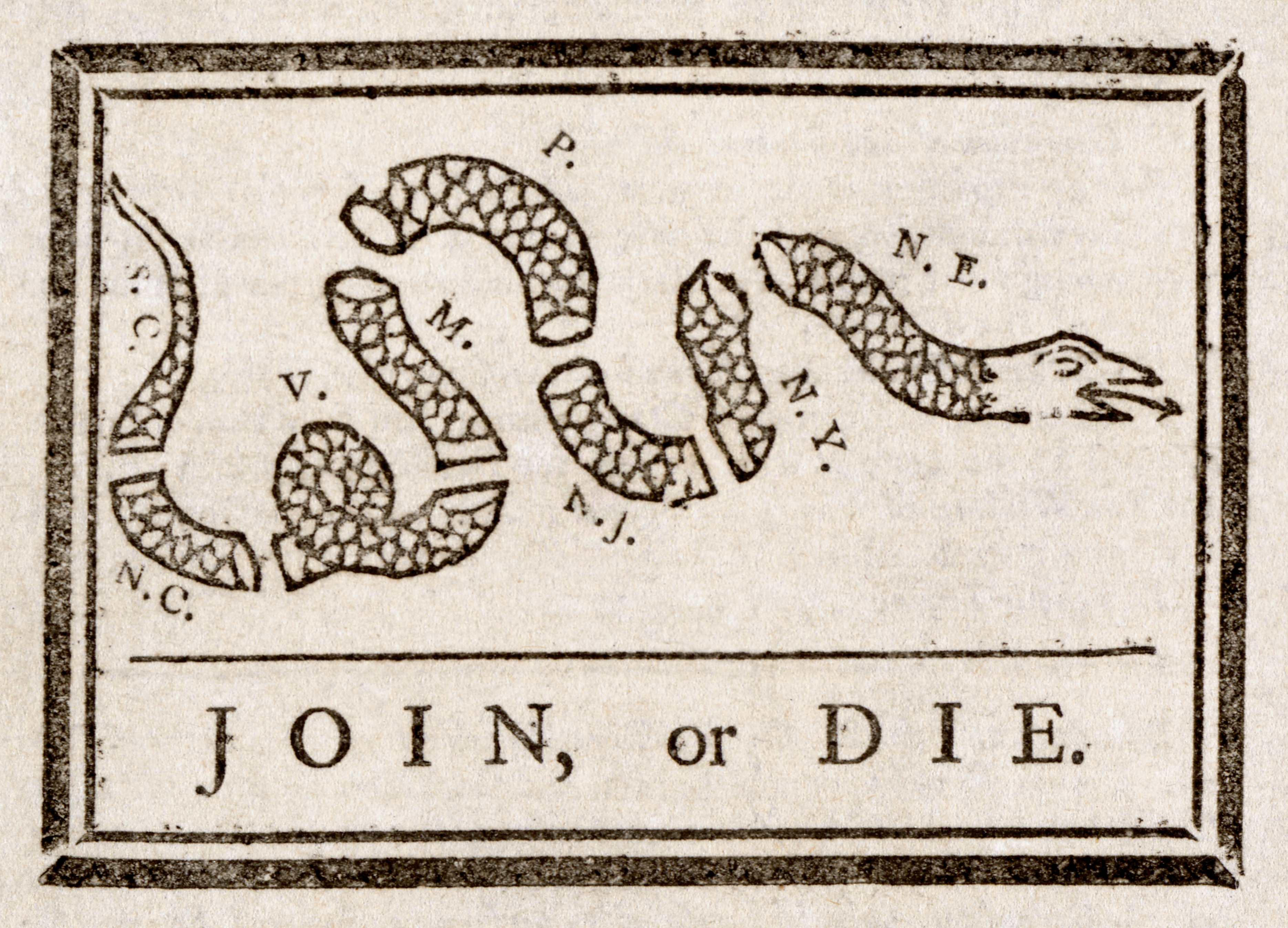
Il Join, or Die attribuito a Benjamin Franklin. Pubblicata il 9 maggio 1754, sosteneva l'unione delle colonie americane a favore del Piano di Albany per l'unione delle colonie.

The Pennsylvania Gazette è stato uno dei più importanti giornali americani, dal 1728 sino al 1800. Negli anni che precedettero la Rivoluzione americana, il giornale si fece portavoce dell'opposizione coloniale al dominio britannico, in particolare allo Stamp Act e alle Townshend Acts. La sede del giornale si trovava a Filadelfia.

## Storia
Il giornale venne fondato nel 1728 da Samuel Keimer sotto il nome di The Universal Instructor in all Arts and Sciences: and Pennsylvania Gazette, l’intenzione di Keimer era infatti quella di pubblicare una pagina della Cyclopaedia di Ephraim Chambers in ogni copia.
Il 2 ottobre 1729, Benjamin Franklin e Hugh Meredith comprarono il giornale, accorciandone il nome, e abbandonarono il progetto riguardante la Cyclopaedia. Franklin non solo stampò il giornale, ma contribuì anche scrivendo articoli sotto vari pseudonimi.
Il suo giornale divenne presto il più conosciuto delle Tredici Colonie.
L'approvazione della Risoluzione di Lee fu all'epoca riportata come dichiarazione definitiva di indipendenza delle colonie dalla Gran Bretagna. Il Pennsylvania Gazette riferì con un suo breve rapporto:
(The Pennsylvania Gazette, 3 luglio 1776)